# Emma (magazine)
Pour les articles homonymes, voir Emma.
Emma (couramment écrit EMMA) est un magazine bimestriel féministe germanophone. Il est fondé en 1977 par la journaliste féministe allemande Alice Schwarzer.

## Origine du nom
Le nom Emma est choisi pour sa ressemblance avec le mot « émancipation ». La rédactrice en chef, Alice Schwarzer, déclare à ce propos avoir aimé ce nom, non seulement à cause du jeu de mots avec « ém(m)ancipation », mais aussi parce qu'il était tout le contraire de ce à quoi on pouvait s'attendre pour un magazine engagé féministe.

## Développement
Le premier numéro d'Emma est paru le 26 janvier 1977 avec un tirage d'environ 200 000 exemplaires. Alice Schwarzer a financé le lancement du magazine avec 250 000 marks (soit 127 823 euros) pris de ses droits d'auteur ainsi que 20 000 marks (soit 10 226 euros) de prêts de deux collaboratrices (qu'elle a remboursées après un an avec un intérêt de 10 %).

## Ligne éditoriale
Le magazine allemand Die Tageszeitung réagit aux commentaires du magazine Emma, notamment l'évocation du deadname de la députée trans Tessa Ganserer, et l'affirmation qu’elle « prend la place d’une vraie femme » dans le cadre des quotas imposés aux partis allemands.